# Reino de Dwarka
Véase Dwarka para la ciudad actual. No confundir con el reino histórico de Dvaravati de Tailandia.

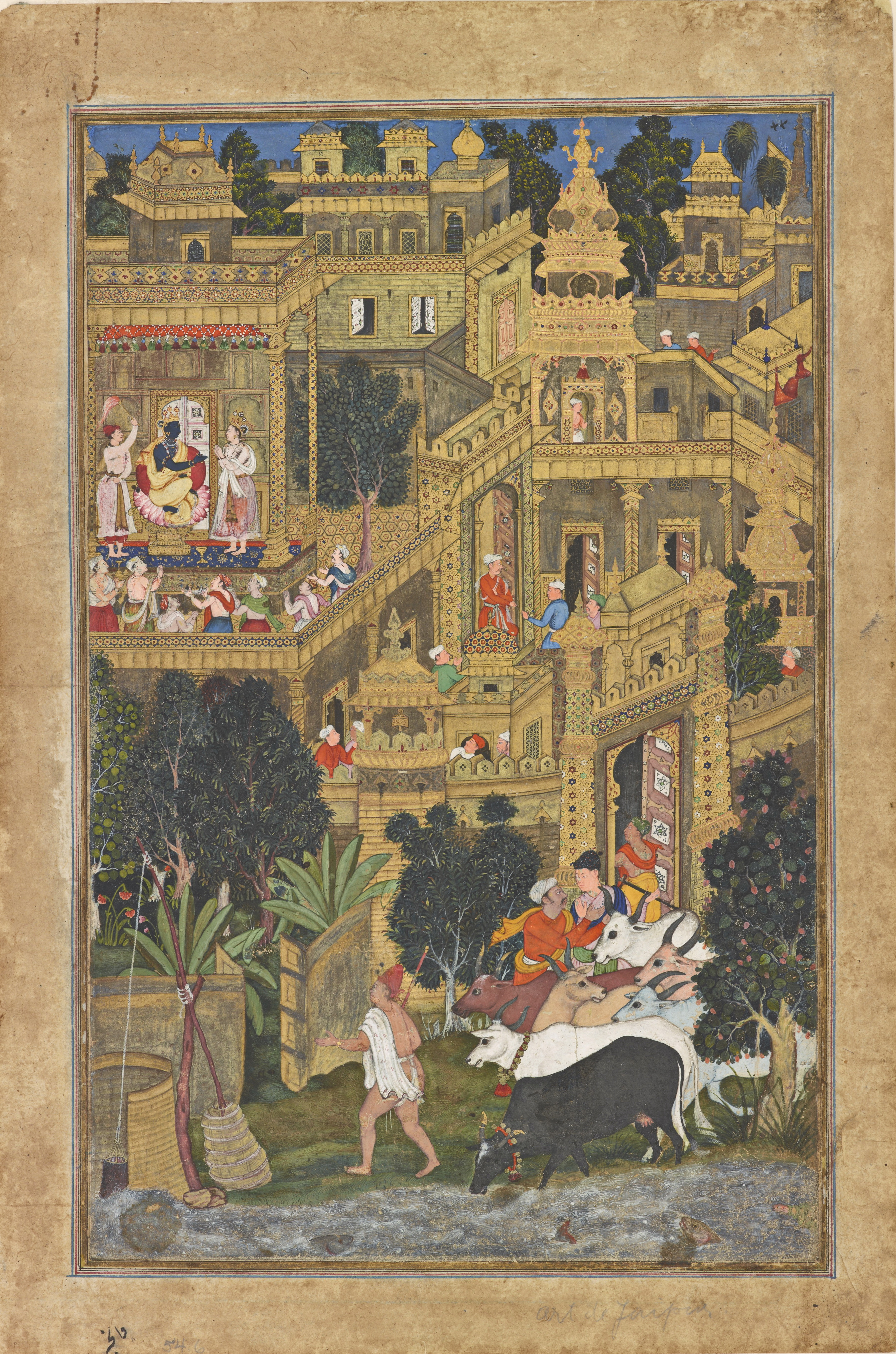
Kesu Kalan y Miskin, "Señor Krishna en la Ciudad Dorada [Dvārakā]", Harivamsa, ca. 1600, durante el reinado de Akbar. Galería de arte Freer

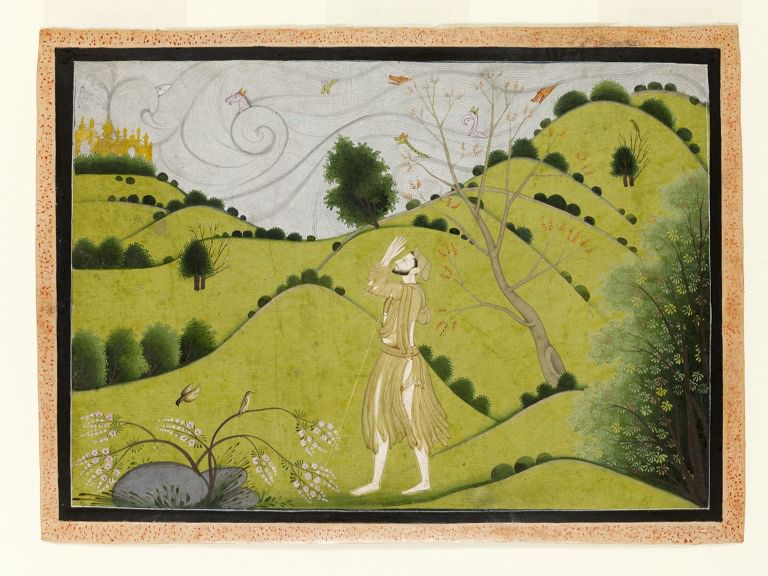
El amigo de la infancia de Krishna, Sudama, hace una reverencia frente a un atisbo del palacio dorado de Krishna en Dvārakā, pintura ca. 1775-1790.

Dvaraka, también conocida como Dvāravatī ("[ciudad] con muchas puertas" en sánscrito) es una ciudad sagrada del Hinduismo, Jainismo y budismo. Se dice que el nombre de Dvārakā fue dado al lugar por el dios hindú Krishna. Dvārakā es una de las Sapta Puri (siete ciudades sagradas) del Hinduismo.
En el Mahabharata, era una ciudad localizada en lo que ahora es Dwarka, antiguamente llamada Kushasthali, la fortaleza que tuvo que ser reparada por los iadavas. En esta epopeya, la ciudad es descrita como la capital del Reino de Anarta. Según el Harivamsa la ciudad estaba situada en la región del Reino de Sindhu. Según este purana, fue construida a propuesta de Garuda a petición de Krishna por medio de Vishwakarma, para proteger a la tribu de los iadus. Ellos dejaron la ciudad de Mathura por Dvārakā debido a un ataque de los dos reyes Kalayavana y Jarasandha antes de la Guerra de Kurukshetra, la gran guerra del Mahabharata.

## Descripción en el Harivamsa
- En el Harivamsa, Dvārakā es descrita como una ciudad principalmente construida sobre "tierra sumergida", "liberada por el océano" (2.55.118 y 2.58.34).
- La ciudad era el antiguo "campo deportivo del rey Raivataka" llamado "Dvāravāti", que "era cuadrado como un tablero de ajedrez" (2.56.29).
- Cerca del lugar se situaba la cordillera montañosa de Raivataka (2.56.27), "el lugar en el que viven los dioses" (2.55.111).
- La ciudad fue medida por los brahmán; los cimientos de las casas estaban cubiertos y al menos algunas de las casas fueron construidas por los iadavas (2.58.9 - 15).
- Fue construida por Vishvakarman en un día (2.58.40) "mentalmente" (2.58.41 y 44).
- Tenía murallas que la rodeaban (2.58.48 y 53) con cuatro portones principales (2.58.16).
- Sus viviendas fueron dispuestas en líneas (2.58.41) y la ciudad tenía "altos edificios" (2.58.50 y 54) "hechos de oro" (2.58.53), que "casi tocaban el cielo" (2.58.50) y "podían ser vistos como nubes desde cualquier lugar" (2.58.48).
- Tenía un recinto de culto con un palacio para el mismo Krishna, que tenía un baño independiente (2.58.43).
- Era una ciudad muy rica (2.58.47 - 66) y "la única ciudad en la Tierra que estaba adornada con piedras preciosas" (2.58.49).

## Dvārakā en el Mahabharata

### Descripción
La siguiente descripción de Dvaraka durante la presencia de Krishna en ese lugar aparece en el Srimad-Bhagavatam (10.69.1-12) con conexión con la visita del sabio Narada.

La ciudad estaba impregnada con los sonidos de los pájaros y las abejas que vuelan sobre los parques y jardines de recreo, mientras que sus lagos, atestados de indivara, ambhoja, kahlara, kumuda y lotos utpala en floración, resonaban con las llamadas de los cisnes y grullas.

Dvaraka se jactaba de tener 900.000 palacios reales, todos construidos con cristal y plata y esplendorosamente decorados con enormes esmeraldas. Dentro de estos palacios, los muebles estaban adornados con oro y joyas.
El ajetreo se movía a lo largo de un sistema bien establecido de bulevares, carreteras, intersecciones, y mercados, y muchas casas comunitarias y templos de semidioses aparecían en la encantadora ciudad. Los caminos, patios, calles comerciales y patios residenciales estaban rociados con agua y resguardados del calor del sol por las banderas que ondean en los mástiles.
En la ciudad de Dvārakā existía un bonito barrio privado adorado por los gobernantes planetarios. Este distrito, donde el semidiós Vishvakarma había mostrado toda su habilidad divina, fue la zona residencial del Señor Hari [Krishna], y por lo tanto estaba magníficamente decorado con dieciséis mil palacios de las reinas del Señor Krishna. Narada Muni entró en uno de estos inmensos palacios.
Sosteniendo el palacio había pilares maestros decorados con incrustaciones de gemas Vaidurya. Zafiros adornaban las paredes y los pisos resplandecían con brillo perpetuo. En ese palacio Tvashta había arreglado marquesinas con hilos de perlas colgando; también había asientos y camas elaborados con joyas de marfil y piedras preciosas. Asistían muchas siervas bien vestidas que llevaban medallones en sus cuellos, y también guardias vestidos con turbantes y armaduras, bellos uniformes, y pendientes de piedras preciosas.

El resplandor de numerosas lámparas repletas de joyas disipaba toda oscuridad en el palacio. Mi querido rey, en las crestas ornamentales del techo bailaban   pavos reales llorosos de forma llamativa, que veían el incienso fragante aguru escapándose a través de los agujeros de las ventanas enrejadas y lo tomaban por una nube.
Srimad-Bhagavatam (10.69.1-12)

### Sucesos
- Los hijos de Pandú vivieron en Dwarka durante su exilio en el bosque. Sus sirvientes liderados por Indrasena vivieron allí durante un año (el decimotercer año) (4,72).
- Bala Rama habló sobre un fuego de sacrificio en Dwaraka, antes de iniciar su peregrinación hacia el río Sarasvati (9,35).
- Uno debería comportarse con opiniones sumisas y dieta regulada en Dwaravati, al bañarse en "el santo lugar llamado Pindaraka",[6] uno obtiene el fruto del regalo dorado en abundancia (3,82).
- El rey Nriga, como consecuencia de una única equivocación suya, tuvo que residir por un largo tiempo en Dwaravati, y Krishna llegó a ser la razón de su salvación de ese miserable apuro (13,72).
- El sabio Durvasa moró en Dwaravati por largo tiempo (13,160).
- Arjuna visitó Dwaravati durante su campaña militar después de la Guerra de Kurukshetra (14,83).
- Cuando los Pandavas se retiraron del mundo visitaron el lugar donde Dvarka solía una vez estar y vieron la ciudad sumergida bajo el agua.

## Hallazgos arqueológicos
El 19 de mayo de 2001, el ministro de ciencia y tecnología de la India Murli Manohar Joshi anunció el hallazgo de unas ruinas en el Golfo de Khambhat. Las ruinas, conocidas como el Complejo cultural del Golfo de Khambhat (GKCC), están situadas en el fondo marino en un tramo de nueve kilómetros cerca de la costa de Guyarat a una profundidad de unos 40 m. El lugar fue descubierto por un equipo del Instituto Nacional de Tecnología Oceánica (NIOT) en diciembre de 2000 e investigado durante seis meses con técnicas acústicas.
Una posterior investigación fue liderada por el mismo instituto en noviembre de 2001, la cual incluyó tareas de dragado para recuperar artefactos. Una serie de exploraciones submarinas subsiguientes fueron realizadas en el lugar del Golfo de Khambhat por parte del equipo del NIOT entre 2003 y 2004, y las muestras, recogidas de lo que presuntamente se creía como cerámica, fueron enviadas a laboratorios en Oxford, Reino Unido y Hannover, Alemania, al igual que a diferentes instituciones en India, para ser datadas. En un trabajo de 2003 A.S. Gaur y Sundaresh del Instituto Nacional de Oceanografía concluyó: "La actual excavación ha arrojado luz sobre la secuencia cultural en la isla de Bet Dwarka. Alrededor del siglo XVII a.C. los pueblos del periodo tardío Harappa habían establecido su asentamiento, y quizás migraron desde Nageshwar, que se encuentra en las cercanías. Habían explotado recursos marinos tales como el pescado y las caracolas. Parece ser, que los Harappa tardíos en la isla de Bet Dwarka tuvieron contacto con los harappas Saurashtra y quizás fueron enclaves coloniales en la costa de la región norte de Saurashtra. El escaso  depósito de habitabilidad sugiere, que el lugar fue abandonado después de un par de siglos. La isla estuvo de nuevo inhabitada a lo largo del siglo VIII a.C. en su costa sureste."
Sin embargo, hallazgos no concluyentes lanzaron la posibilidad, de que las muestras extremadamente antiguas, al igual que para otras muchas otras muestras, recuperadas del Golfo de Khambhat (Cambay), no son artefactos hechos por el hombre o fragmentos de vasija, sino "geofactos" y demás objetos relacionados de origen natural. Michael Witzel sostiene, que las "ruinas" son formaciones rocosas naturales o el resultado de un equipo de sonar defectuoso y que los "artefactos" recuperados son geofactos u objetos externos introducidos al lugar por corrientes de marea muy fuertes en el Golfo de Khambhat. El equipo de sonar de barrido lateral, usado para ilustrar el fondo del golfo, podría haber sido defectuoso, y la supuesta evidencia fehaciente es puramente circunstancial.
Una de las principales controversias es una pieza de madera, que fue datada por radiocarbono alrededor del año 7500 a. C., una datación, que es utilizada en este particular como razón para fechar muy tempranamente a la ciudad. El doctor D.P. Agrawal, presidente del Grupo paleoclimático y pionero de las primeras instalaciones de datación por carbono 14 en la India, aseguró en un artículo en Frontline Magazine, que la pieza se dató dos veces, en laboratorios diferentes. El NGRI en Hyderabad proporcionó una datación en el año 7190 a. C. y el BSIP en Hannover una datación entre los años 7545 y 7490 a. C. Algunos arqueólogos, en concreto Agrawal, afirman, que el descubrimiento de un antiguo resto de madera no implica el descubrimiento de una civilización antigua. Agrawal defiende, que la pieza de madera es un hallazgo habitual, dado que hace 20.000 años el Mar arábigo estaba 100 metros por debajo de su nivel actual, y que el aumento gradual del nivel del mar sumergió bosques enteros.